# 泰安山西会馆
山西会馆，位于山东省泰安市岱岳区大汶口镇，是中华人民共和国山东省文物保护单位之一。
2006年12月7日，授予山东省文物保护单位，是一座古建筑。